# Świątynia Khandoby w Jejuri
Świątynia Khandoby w Jejuri – hinduistyczne ośrodek kultu religijnego w miasteczku Jejuri w indyjskim stanie Maharashtra, niedaleko Pune. Związane jest z kultem Khandoby, jednego z najważniejszych bóstw w nurcie tzw. hinduizmu marackiego. Stanowi również znane centrum pielgrzymkowe.